# Loiri Porto San Paolo
Loiri Porto San Paolo (im galluresischen Dialekt: Lòiri-Poltu Santu Paulu ) ist eine italienische Gemeinde (comune) mit 3741 Einwohnern (Stand 31. Dezember 2023) in der Provinz Nord-Est Sardegna auf Sardinien. Die Gemeinde liegt etwa 8,5 Kilometer südlich von Olbia und etwa 33,5 Kilometer ostsüdöstlich von Tempio Pausania an der Küste zum Tyrrhenischen Meer.

## Verkehr
Wenige Kilometer nördlich liegt der Verkehrsflughafen Olbia. Durch die Gemeinde führen die Strada Statale 131 Diramazione Centrale Nuorese von Olbia nach Nuoro sowie entlang der Küste die Strada Statale 125 Orientale Sarda von Cagliari nach Palau.